# Autorità di sistema portuale
Als Autorità di sistema portuale („Häfenbehörde“) werden in Italien seit 2016 Anstalten des öffentlichen Rechts bezeichnet, die für den Betrieb der größten Seehäfen des Landes zuständig sind. Diese Anstalten werden vom italienischen Ministerium für Infrastruktur und Verkehr beaufsichtigt und vom Rechnungshof überprüft.

## Geschichte
Mit dem Gesetz Nr. 84 vom 28. Januar 1994 wurde für den Betrieb der Häfen der folgenden Städte jeweils eine Autorità Portuale geschaffen: Ancona, Bari, Brindisi, Cagliari, Catania, Civitavecchia, Genua, La Spezia, Livorno, Marina di Carrara, Messina, Neapel, Palermo, Ravenna, Savona, Tarent, Triest und Venedig. Im Jahr 1996 folgte Piombino, 1998 Gioia Tauro, 2000 Salerno sowie Olbia mit Golfo Aranci, 2001 Augusta und 2003 Trapani und Manfredonia. Die beiden letzten Autorità portuali wurden 2007 wieder aufgelöst. Diese 23 Hafenbetreiber waren bis 2016 in dem Dachverband Associazione dei Porti Italiani, kurz Assoporti vereinigt.
Im Jahr 2016 wurde das oben genannte Betreiberwesen reformiert und rationalisiert. Mehrere Betreiber wurden fusioniert und damit jeweils für mehrere Hafen zuständig. Die Bezeichnung der Körperschaften änderte sich in Autorità di sistema portuale, der dann jeweils statt einer Stadt eine Gebietsbezeichnung hinzugefügt wurde.

## Liste der Hafenbetreiber
Mit der Reform wurden die Hafenbetreiber von 23 auf zunächst 15 reduziert. Im September 2018 wurde die Gründung einer 16. ADSP in Messina angekündigt, die 2019 von der in Gioia Tauro abgespalten wurde. Die Abkürzung ADSP steht für Autorità di sistema portuale. Die Liste orientiert sich am italienischen Küstenverlauf von der Grenze zu Frankreich bis zur Grenze zu Slowenien (gegen den Uhrzeigersinn, Stand 2020).
| Sitz der ADSP | Bezeichnung der ADSP                          | Auf Deutsch                               | Häfen |
| ------------- | --------------------------------------------- | ----------------------------------------- | --- |
| Genua         | ADSP del Mar Ligure occidentale               | „Westliches Ligurisches Meer“             | Genua mit Prà, Savona, Vado Ligure                                                                                    |
| La Spezia     | ADSP del Mar Ligure orientale                 | „Östliches Ligurisches Meer“              | La Spezia, Marina di Carrara                                                                                          |
| Livorno       | ADSP del Mar Tirreno settentrionale           | „Nördliches Tyrrhenisches Meer“           | Livorno, Capraia, Piombino, Portoferraio, Rio Marina mit Cavo                                                         |
| Civitavecchia | ADSP del Mar Tirreno centro-settentrionale    | „Nördliches mittleres Tyrrhenisches Meer“ | Civitavecchia, Fiumicino, Gaeta                                                                                       |
| Neapel        | ADSP del Mar Tirreno centrale                 | „Mittleres Tyrrhenisches Meer“            | Neapel, Castellammare di Stabia, Salerno                                                                              |
| Cagliari      | ADSP del Mare di Sardegna                     | „Meer Sardiniens“                         | Cagliari mit Sarroch, Olbia mit Golfo Aranci, Santa Teresa Gallura, Porto Torres, Oristano, Portoscuso mit Portovesme |
| Palermo       | ADSP della Sicilia occidentale                | „Westliches Sizilien“                     | Palermo, Termini Imerese, Trapani, Porto Empedocle                                                                    |
| Augusta       | ADSP della Sicilia orientale                  | „Östliches Sizilien“                      | Augusta, Catania |
| Messina       | ADSP dello Stretto                            | „Straße von Messina“                      | Messina, Tremestieri, Milazzo, Reggio Calabria, Villa San Giovanni                                                    |
| Gioia Tauro   | ADSP di Gioia Tauro e della Calabria          | „Gioia Tauro und Kalabrien“               | Gioia Tauro, Vibo Valentia, Taureana di Palmi, Crotone, Corigliano Calabro                                            |
| Tarent        | ADSP del Mar Ionio                            | „Ionisches Meer“                          | Tarent |
| Bari          | ADSP del Mare Adriatico meridionale           | „Südliches Adriatisches Meer“             | Bari, Brindisi, Monopoli, Barletta, Manfredonia                                                                       |
| Ancona        | ADSP del Mare Adriatico centrale              | „Mittlere Adria“                          | Ancona, Ortona, Pescara, San Benedetto del Tronto, Falconara Marittima, Pesaro                                        |
| Ravenna       | ADSP del Mare Adriatico centro-settentrionale | „Nördliche mittlere Adria“                | Ravenna |
| Venedig       | ADSP del Mare Adriatico settentrionale        | „Nördliche Adria“                         | Venedig mit Marghera, Chioggia                                                                                        |
| Triest        | ADSP del Mare Adriatico orientale             | „Östliche Adria“                          | Triest, Monfalcone |

Manche ADSP verwenden im Außenauftritt andere Bezeichnungen: beispielsweise nennt sich die ADSP in Bari auch Autorità Portuale del Levante und die in Genua Ports of Genoa. Die neuen Hafenbetreiber sind wiederum in der Dachorganisation Assoporti zusammengeschlossen. Die italienischen Regionen können beantragen, weitere Häfen von regionaler Bedeutung in die ADSP aufzunehmen.

## Aufgaben und Organisation
Die ADSP sind hinsichtlich Verwaltung und Finanzen autonom. Sie übernehmen einige Aufgaben, die sonst den Hafenkapitänsämtern der Küstenwache zustehen. Die ADSP sind insbesondere zuständig für Raumplanung, Bauwesen und Verkehrsinfrastruktur, wobei sie in diesem Fall meist nur mit Zustimmung der Stadträte der jeweiligen Kommunen, der Regionen und auch der Zentralregierung agieren dürfen. Sie übernehmen die Planung, Koordinierung und Kontrolle des Hafenbetriebs sowie dessen Vermarktung
Organe der ADSP sind der Präsident, das Hafenkomitee, der Generalsekretär, das Finanzaufsichtsgremium und ein Beirat.
Der Präsident wird in Abstimmung mit der jeweiligen Regionalregierung vom Infrastruktur- und Verkehrsministerium ernannt. Es muss sich um einen ausgewiesenen Fachmann handeln. Er wird für eine Amtszeit von vier Jahren ernannt und kann nur einmal wiederernannt werden. Er vertritt den Hafen und sitzt dem Hafenkomitee vor, dem er die Hafenentwicklungspläne, die Haushaltsentwürfe, die Rechnungslegung sowie die Konzessionen für betriebliche und Instandhaltungsleistungen vorlegt. Er ist verantwortlich für die Verwaltung des Hafenareals und der Hafenanlagen und für alle anderen Aufgaben, die nicht explizit den anderen Organen der ADSP zugewiesen sind.
Im Hafenkomitee sind neben dem Präsidenten vertreten: der Hafenkapitän, der Leiter des zuständigen Zollamts in Vertretung des Finanzministeriums, der Leiter des zuständigen Bauamts in Vertretung des Infrastruktur- und Verkehrsministeriums, die Präsidenten der jeweiligen Region und Provinz oder Metropolitanstadt, die Bürgermeister der jeweiligen Hafenstädte, der Präsident der zuständigen Industrie- und Handelskammer sowie Vertreter von Reedereien, Speditionen und anderen relevanten Unternehmen. Hinzu kommen Arbeitnehmervertreter. Das Komitee entscheidet insbesondere über die oben genannten Vorlagen des Präsidenten und gibt Stellungnahmen ab. In der Regel tagt es einmal im Monat.
Der Generalsekretär wird auf Vorschlag des Präsidenten vom Hafenkomitee für eine Amtszeit von vier Jahren ernannt und kann nur einmal bestätigt werden. Er unterstützt mit seinem Sekretariat den Präsidenten und das Komitee, entwirft Hafenentwicklungspläne, berichtet über deren Umsetzung und führt die Register. Das Finanzaufsichtsgremium besteht aus einem vom Finanzministerium ernannten Vorsitzenden und drei weiteren Mitgliedern, die vom Infrastruktur- und Verkehrsministerium ernannt werden. Auch hier beträgt die Amtszeit vier Jahre. Der Beirat gibt Stellungnahmen ab und erstellt Gutachten über die Organisation, die Sicherheit und den Arbeitsschutz sowie über die Erteilung, Suspendierung oder den Widerruf von Genehmigungen und Konzessionen.

## Sonstiges
Die ehemals 15 und nun 16 regionalen Hafenbehörden sind nicht zu verwechseln mit den 15 Küstenabschnittskommandos der Küstenwache. Diese werden Direzione marittima genannt und sind für eine Zona marittima verantwortlich. Ihnen unterstehen über 50 Hafen(kapitäns)ämter (Capitaneria di Porto) und diesen zahlreiche weitere nachgeordnete Dienststellen. An Häfen, die nicht von einer ADSP betrieben werden, übernimmt das Hafenkapitänsamt oder Bezirks- oder Ortsämter („Hafenmeisterei“) der Küstenwache Aufgaben, die sonst den ADSP übertragen sind.